# Горст Науман
Горст Науман (нім. Horst Naumann; 23 грудня 1921, Берлін — 27 листопада 2000, Гросгансдорф) — німецький офіцер, унтер-офіцер вермахту, оберст-лейтенант бундесверу. Кавалер Лицарського хреста Залізного хреста.

## Біографія
Під час Другої світової війни був командиром гармати 3-ї батареї 184-го дивізіону штурмових гармат. В кінці війни потрапив у американський полон, звільнений в 1946 році.
1 березня 1956 року поступив на службу в сухопутні частини бундесверу, згодом перевівся в 2-й повітряний флот Люфтваффе. З 1 квітня 1973 року — командир льотної школи S. З 1 травня 1975 року служив у командному штабі в Саарбрюккені. 30 березня 1979 року вийшов у відставку.

## Нагороди
- Нагрудний знак «За участь у загальних штурмових атаках»
  - 1-го ступеня (11 серпня 1941)
  - 2-го ступеня «25» (26 березня 1945)
  - 3-го ступеня «50» (28 квітня 1945)
- Нагрудний знак «За поранення»
  - в чорному (28 серпня 1941)
  - в сріблі (13 липня 1944)
- Залізний хрест
  - 2-го класу (13 лютого 1942)
  - 1-го класу (1 листопада 1942)
- Медаль «За зимову кампанію на Сході 1941/42» (21 липня 1942)
- Лицарський хрест Залізного хреста (4 січня 1943) — за знищення 15 радянських танків на схід від озера Ільмень.